# Paul Bargeton
Pour les articles homonymes, voir Bargeton.
Paul Pierre Louis Bargeton est un diplomate français, ambassadeur à Bruxelles de 1937 à 1940, né le 11 mars 1882 à Chambéry et mort le 18 janvier 1963 à Paris 6e.

## Biographie

### Famille
Paul Bargeton est issu d’une famille protestante cévenole dont les origines sont à Peyremale.
Son père, Louis-Ernest Bargeton, est un haut fonctionnaire. Sa mère, Joséphine Marie Françoise Augustine Lefranc (1849-1914), est la fille du sénateur Pierre Lefranc.
Il se marie avec Élisabeth Risler le 26 février 1908, le couple deux filles Anne (1909-1995), mariée en 1932 avec Jean Henry Morin (1904-1957) Marie, mariée avec le scientifique René Couteaux.

## Formation et carrière professionnelle
Il obtient deux licences, en droit et lettres, puis est reçu en 1905 au concours des Affaires étrangères. Il débute comme attaché à la Direction des consulats, puis attaché au cabinet de Maurice Rouvier puis en 1906 d'Henri Brisson. En 1908, il est nommé consul suppléant à Alexandrie, puis en 1910, il est nommé secrétaire général de la mission de contrôle des dettes marocaines.

### 1914-1918
Durant la Première Guerre mondiale, il sert comme lieutenant d'infanterie à l'Armée d'Orient à l'état-major de Salonique. Il y tient lieu notamment d'intermédiaire entre le général Maurice Sarrail, commandant en chef des armées alliées d’Orient, et le colonel Descoins à Korça, où il reste jusqu'à la mi-janvier 1917, remplacé alors par le lieutenant Siegfried. En février 1918, il est nommé vice-consul à Corfou. Il participe dans ce cadre à une mission économique française à Athènes.
En juillet 1918, il retourne sur le front. Le 1er novembre de la même année, est cité à l'ordre du corps d'armée de l'armée d'Orient.

### 1920-1937: ministère des Affaires étrangères
- 1920 : nommé premier chiffreur à l'administration centrale, puis sous-chef de bureau à la sous-direction d'Asie-Océanie ; membre de la délégation française à la Conférence de la paix pour l'Orient qui aboutit au Traité de Lausanne du 24 juillet 1923.
- 1923 : promu à la direction de la sous-direction d'Asie-Océanie
- 1924 : membre de la commission d'évaluation des dommages alliés en Turquie
- 1925 : membre de la commission d'élaboration du statut pour la Syrie et le Liban
- 1926 : nommé ministre plénipotentiaire ainsi que chef du service d'information et de presse, qui dépend directement du ministre des Affaires étrangères Aristide Briand et est chargé des relations du ministère avec la presse

Il est alors membre de la délégation française à la conférence de La Haye dirigée par Aristide Briand, qui aboutit aux accords de La Haye du 31 août 1929.
- 1929 : promu à la direction de la sous-direction d'Europe pour remplacer André Lefebvre de Laboulaye nommé directeur adjoint des Affaires politiques et commerciales

Il est alors membre de la délégation française à la conférence navale de Londres élaborant le Traité naval de Londres du 22 avril 1930.
- 1932 : nommé ministre plénipotentiaire de première classe
- 1933 : promu directeur des Affaires politiques et commerciales[5] (directeur politique), pour remplacer Alexis Léger nommé au poste de secrétaire général du ministère, dans le cadre du mouvement diplomatique de grande ampleur réalisé par le ministre des Affaires étrangères Joseph Paul-Boncour, qui amorce, avec Alexis Léger et Paul Bargeton le rapprochement franco-soviétique

Il est le centre d'une sorte de « clan protestant » avec ses deux directeurs adjoints René Massigli et Robert Coulondre, ainsi qu'avec Victor de Lacroix et Albert Kammerer,.
- 1934 : rédige la note à l'origine du pacte de l'Est et est membre de la délégation française auprès de la Société des Nations dirigée par le nouveau ministre des Affaires étrangères Louis Barthou, qui obtient le 18 septembre le vote faisant entrer l’U.R.S.S. à la S.D.N. comme membre permanent
- 1935 : prépare et participe à la Conférence de Stresa où la France, représentée par le nouveau ministre des Affaires étrangères Pierre Laval, la Grande-Bretagne et l'Italie tentent de constituer un front commun face au réarmement allemand, en particulier au réarmement aérien, mais qui, du fait des Anglais, n’aboutit pas au front commun souhaité par Mussolini, le résultat final se limitant à un projet de résolution s'élevant contre la décision allemande de rétablir la conscription

### 1937-1940: ambassade de France à Bruxelles
Paul Bargeton est nommé ambassadeur de France en Belgique en octobre 1937.
Le 28 août, il réaffirme officiellement au roi belge Léopold III l’intention de la France de respecter la neutralité de la Belgique.
Le 18 octobre, il est convoqué par le chef du gouvernement français Édouard Daladier pour lui exposer la position belge.
Le 26 octobre, il se fait demander par le ministre des Affaires étrangères belge Paul-Henri Spaak ce que ferait la France si la Hollande était attaquée par l’Allemagne.
Le 30 octobre 1939, il transmet la réponse d’Édouard Daladier.
Le 7 novembre, il est convoqué d’extrême urgence par Paul-Henri Spaak à la suite du survol du territoire belge, le jour précédent, par des avions allemands.
Le 30 mars, Paul Bargeton est reçu par le nouveau président du Conseil français Paul Reynaud, qui a succédé le 22 mars à Édouard Daladier, pour être interrogé sur la Belgique et sur le roi.
Accompagné du chargé d'affaires de Grande-Bretagne, il réveille le ministre belge. Ils invitent la Belgique à faire appel sans plus tarder à l'intervention des armes alliées. Leur principal argument est que l'attaque allemande à l'ouest peut se produire « dans un délai de quatre jours ». C'est, à peine modifié, l'avertissement du général allemand Hans Oster. Paul-Henri Spaak l'a répété l'avant-veille à Paul Bargeton. Le fait que ce dernier le lui réserve ne manque pas de piquant. Mais il montre également qu'il pouvait y avoir des inconvénients à répercuter à Paris et à Londres ce que révélait Oster, « informateur habituel » et ami de l'attaché militaire hollandais à Berlin, le major Bert Sas.
Quoi qu'il en soit, Paul-Henri Spaak demande jusqu'où Français et Britanniques se proposeraient d'avancer en Belgique. Il pose la question bien que l'attitude du royaume belge ne dépende pas de la réponse qui lui sera faite. Du reste, cette réponse, il croit la connaître. Il tient seulement à en obtenir la confirmation. En effet, Paul Bargeton est obligé d'admettre que les forces alliées n'iraient pas au-delà d'un alignement jalonné par Anvers, Louvain, Wavre et Namur. Autrement dit, elles s'arrêteraient au cœur du pays. C'est ce que Paul-Henri Spaak pressentait. Il a dès lors beau jeu de constater : « Le sacrifice qu'on nous demande de faire est un sacrifice énorme. Il consiste à livrer peut-être la moitié du pays à l'invasion et, éventuellement à l'occupation, l'autre moitié devenant champ de bataille. » Avant de congédier ses visiteurs nocturnes, le ministre belge leur montre que la démarche de Paris et de Londres n'est pas raisonnable : du point de vue militaire, l'avantage serait insignifiant ; du point de vue politique, le désavantage serait certain. La manœuvre est vouée dès lors à demeurer sans suite.
Le 10 mai, Hitler lance son offensive générale, l’opération « Fall Gelb », sur les Pays-Bas, la Belgique et le Luxembourg.
Paul-Henri Spaak se rend auprès de Paul Bargeton pour lui remettre la demande d’assistance de la Belgique à la France, également remise au gouvernement français par l’ambassadeur de Belgique à Paris. Paul Bargeton signale alors à Paul-Henri Spaak, sur instructions de Paris, l’urgence d’une démarche du roi auprès du Pape ainsi que du roi d’Italie.
Le 16 mai, le Gouvernement belge et le corps diplomatique se replient sur Ostende.
Le 18 mai, Paul Bargeton décide, en accord avec Paris et en harmonie avec l’ambassadeur britannique, de rester à Bruges avec le chef du Gouvernement belge, tandis que les ministres belges partent pour le Havre.
Il suit le Gouvernement belge à Ypres, où il accueille le 21 mai le général Maxime Weygand, remplaçant du général Maurice Gamelin et nouveau commandant des armées françaises, qui vient rencontrer le roi belge Léopold III ainsi que le chef des armées françaises en Belgique, le général Gaston Billotte.
Puis il se rend à Dunkerque (24 mai), Douvres, Londres (25 mai) et Poitiers (30 mai).
Vers la mi-juin, le Gouvernement belge gagne Bordeaux depuis Paris. Cependant, le Premier ministre belge Hubert Pierlot apprend que le gouvernement français lui assigne comme lieu "d'installation provisoire", du fait de l'encombrement de Bordeaux, la commune de Sauveterre-de-Guyenne, où deux ministres étaient déjà présents. Paul Bargeton les avait précédés et il exprima alors dans son journal l'avis sans doute général : "Le 17 juin, 16 heures, arrivée à Sauveterre. Comment a-t-on pu désigner un pareil trou comme siège de gouvernement ?"
Le 27 juin, se tient un Conseil de Cabinet de ministres belges, qui marque son accord concernant la publication de la proclamation suivante : "Belges, Exécutant la mission qui nous avait été confiée par la nation unanime, nous sommes venus en France pour continuer la guerre aux côtés de nos Alliés. Le sort des armes nous a été défavorable. L'armée française, après s'être magnifiquement battue, a renoncé à la lutte. Un armistice a été conclu entre la France et l'Allemagne. Notre tâche, dès lors, est avant tout d'assurer le retour au pays des officiers, soldats, fonctionnaires et réfugiés belges et de faire en sorte que l'union de tous les Belges, dans le malheur qui les frappe, se fasse plus étroite que jamais. À cet effet, nous avons entrepris d'entrer en rapport avec le pouvoir occupant et avec les autorités qui sont demeurées en Belgique. À tous nos compatriotes, nous demandons quelques jours de patience. Ayons le souci constant de nous montrer calmes et dignes. Que chacun pense au pays et à son avenir. Vive la Belgique !"
Le 28 juin, se tient un nouveau Conseil de Cabinet de ministres belges, au cours duquel Hubert Pierlot signale que les troupes allemandes vont entrer dans le courant de la journée à Sauveterre et qu'un détachement se tient déjà à l'une des portes de la ville, déclare estimer qu'il y a lieu d'organiser immédiatement le départ d'une partie des fonctionnaires à Bruxelles et exprime enfin l'avis que le gouvernement doit éviter d'entrer en contact avec les autorités allemandes et qu'il y a donc lieu de quitter immédiatement la région.
Le 3 juillet, Paul Bargeton se rend à Royat, tandis que le Gouvernement belge part en reconnaissance à Vichy, où il demeure jusqu'au 31 août.

## Fin de carrière diplomatique et mort
Il est mis en disponibilité en 1941 et se retire à Mézy-sur-Seine, dans les Yvelines dont il sera maire[Quand ?].
Il meurt le 18 janvier 1963 à Paris 6e.

## Distinctions et décorations
- Son nom est donné à une place de la commune de Mézy-sur-Seine, dont il fut maire.
- : Croix de guerre 1914-1918 ;
- : Légion d'honneur (Chevalier : janvier 1920 - Commandeur : 1934)[9].
- Grand cordon de l'ordre de Léopold (Belgique).

## Responsabilités diverses
- administrateur de la Compagnie Internationale des Wagons-Lits
- administrateur de la Société Nationale des Chemins de Fer Luxembourgeois
- administrateur du journal La Meuse-La Lanterne